# البنديرة (فلم)
البنديرة  فيلم كوميدي مصري للمخرج عمر عبد العزيز عام 1986 كتب القصة والسيناريو والحوار عاطف النمر. الفيلم من بطولة عزت العلايلي، ميرفت أمين، محمود القلعاوي، وداد حمدي، سلامة إلياس، فؤاد خليل  والظهور السينمائي الأول للراقصة دينا. وتدور الأحداث حول الموظف مرزوق عندما يقرر شراء سيارة مستعملة ليعمل عليها كسائق سيارة أجرة وما يلاقيه من سوء طالع يجعله يتراجع.
صدر الفيلم إلى دور العرض المصرية في يناير 1986.
منح موقع قاعدة بيانات الأفلام العربية "السينما.كوم" الفيلم درجة 4.9/ 10.

## طاقم التمثيل
عزت العلايلي: في دور مرزوق
ميرفت أمين: في دور فاطمة (زوجة مرزوق)
محمود القلعاوي: في دور تحسين (الميكانيكي)
وداد حمدي: في دور والدة فاطمة
سلامة إلياس: في دور راكب سيارة الأجرة (مصاب الزهايمر)
فؤاد خليل: في دور جار مرزوق وفاطمة
سيد عثمان: في دور المعلم عثمان (حارس المدافن)
أنجيل آرام: في دور جارة مرزوق وفاطمة
محمد ناجي: في دور علي (صديق مرزوق)
سامي مغاوري: في دور شاكر
محمد أبو حشيش: في دور موظف المستشفى
حسان اليماني: في دور راكب سيارة الأجرة
بدرية عبد الجواد: في دور راكبة سيارة الأجرة
عبد الجواد متولي: في دور راكب سيارة الأجرة (كثير الكلام)
سناء سليمان: في دور سعاد (زميلة مرزوق في العمل)
دينا: في دور نجوى
نرمين كمال: في دور السيدة الحامل
مصطفى كمال: في دور رجل بالمستشفى
أحمد العضل: في دور راكب سيارة الأجرة
حسني صقر: في دور طبيب المستشفى
أحمد كمالي: في دور راكب الحافلة
بالاشتراك مع: محمد بكري – منى مكي – عبد المنعم عاكف – عثمان أنور.

## أحداث الفيلم
يتخرج مرزوق (عزت العلايلي) من الجامعة ليعمل في أحد المصالح الحكومية، ويتزوج من فاطمة (ميرفت أمين)، وينجب 4 أبناء صغار، وزوجته فاطمة في شهرها الأخير حاملاً في الابن الخامس. يقطن مرزوق وأسرته في شقة ضيقة في مبنى متهالك، حيث أن جاره في الشقة الأعلى (فؤاد خليل)، عندما يستحم، تتساقط المياه على حمام مرزوق. يحلم مرزوق وفاطمة، بالانتقال لمسكن أفضل، ولكن دخلهم الضعيف، يحول بينهم وبين أحلامهم. يرفض مرزوق الرشاوي في عمله مع أن جميع مناقصات المصلحة بين يديه. يمتلك الميكانيكي تحسين (محمود القلعاوي)، صاحب الورشة المتواجدة أسفل منزل مرزوق، سيارة أجرة تدر عليه إيراد ممتاز مما دعى مرزوق للتفكير في إمتلاك سيارة أجرة أيضا.  وهكذا يبيع مرزوق مدفن الأسرة للمعلم عثمان (سيد صادق)، حارس المدافن، بمبلغ ثلاثة آلاف جنيهاً، ويشتري سيارة أجرة مستعملة، ويسارع بالحصول على إجازة بدون راتب من وظيفته، ويقود سيارة الأجرة بنفسه. يصادف مرزوق العديد من النماذج، من زبائن سيارة الأجرة، ولكنه لا يستغل الزبائن، ولا يجور عليهم في الأجرة، مستغلاً احتياجهم. يكتشف مرزوق أعطال كثيرة للسيارة القديمة، ومصاريف الإصلاح أكثر من الايراد، وكل ما يحصل عليه من ايراد، يأخذه الأسطى تحسين الميكانيكي. تستاء حماته (وداد حمدي)، وزوجته فاطمة بالطبع، وتهجر البيت لتقيم هي والأبناء في بيت والدتها، وقد أوشكت على الوضع. يلتقي مرزوق بزميله القديم علي (محمد ناجي)، الذى لا يستسلم للوظيفة، ويعمل بالأعمال الحرة، وتحسنت أحواله، ويعدد لمرزوق أخطاءه الكثيرة من كثرة الإنجاب والاستمرار في وظيفة حكومية ضعيفة الراتب ثم العمل في مجال حر ولكنه لا خبرة له في هذا المجال، ويعده بالبحث له عن عقد عمل في الخارج. تدخل فاطمة المستشفى للولادة، ويضطر مرزوق لبيع السيارة لتغطية مصاريف الولادة، وتقوم فاطمة بالسلامة، ولكنها أنجبت له توأم، ليصبح عدد الأبناء 6.  

## وصلات خارجية
- مقالات تستعمل روابط فنية بلا صلة مع ويكي بيانات
- البنديرة على الدهليز